# Ange Mancini
Ange Mancini (* 15. Juni 1944 in Beausoleil, Département Alpes-Maritimes) ist ein französischer Politiker.

## Biografie
Mancini war zunächst als Nachfolger von Henri Masse vom 2. September 2002 bis August 2006 Präfekt von Französisch-Guayana.
Seit 2. August 2007 ist er Präfekt von Martinique.